# Parfüm / Nouveau Parfum
Parfüm (в переводе с венг. — «Аромат») / Nouveau Parfum (в переводе с фр. — «Новый аромат») — песня венгерской певицы Boggie (Богларки Чемер), выпущенная в 2013 году. Песня несёт в себе посыл, что естественность превыше искусственной красоты и ретуши. Язык песни — французский. Эта песня, наряду с «Wars for Nothing», является самой популярной в карьере Богги.
Песня вошла в первый студийный альбом певицы Boggie.

## Клип
Клип на песню сделан в виде окна фоторедактора, где Boggie высветляют лицо, наносят макияж, делают укладку. Одновременно певица поёт. Клип на YouTube набрал более 7 000 000 просмотров.